# Bitwa pod Gransee
Bitwa pod Gransee (zwana także bitwą pod Schulzendorf) miała miejsce w sierpniu 1316 r. w trakcie walk pomiędzy księstwami niemieckimi na północy kraju (tzw. północnoniemiecka wojna margrabiów – niem: Norddeutscher Markgrafenkrieg).
W bitwie zmierzyły się połączone wojska Księstwa Meklemburgii i Królestwa Danii z siłami Marchii Brandeburskiej. Bitwa pod Gransee była decydującą batalią w trakcie wojny a jej wynik doprowadził do zawarcia pokoju w Templinie w dniu 28 listopada 1317 r.
Bezpośrednią przyczyną konfliktu stał się spór dynastyczny o władzę w Stargardzie po śmierci córki margrabiego Albrechta III Beatrix w roku 1314.
W roku 1316 po atakach margrabiego brandenburskiego Waldemara Wielkiego, władcy meklemburscy rozpoczęli cykliczne wypady zbrojne do Marchii Brandenburskiej. Po jednej z kolejnych wypraw meklembursko-duńskich dowodzonej przez księcia Henryka II, która dotarła w rejon Gransee, margrabia brandenburski zebrał swoje siły w Gransee, przygotowując się do bitwy.
Wojska brandenburskie składały się z ciężkozbrojnego rycerstwa, wyraźnie przeważając liczebnie nad siłami meklembursko-duńskimi, złożonymi w większości z wojsk piechoty. Zamierzając zniwelować przewagę liczebną Brandenburczyków, Henryk II zdecydował się na przeprowadzenie ataku z zaskoczenia. Rycerze brandenburscy zostali całkowicie zaskoczeni i pokonani. W początkowej fazie bitwy ranny został Henryk, kontynuował jednak walkę. Do niewoli dostało się siedmiu hrabiów brandenburskich m.in. Albrecht V von Wernigerode i hrabia von Mansfeld. Margrabiemu Waldemarowi udało się umknąć z pola bitwy z resztą swoich oddziałów.
Po stronie meklembursko-duńskiej do niewoli dostał się Jan II von Holstein-Kiel, krewny duńskiego króla Krzysztofa II.
Po bitwie zwycięskie wojska sprzymierzonych kontynuowały marsz w głąb terytorium Meklemburgii docierając do Buchholz.
Wynik bitwy doprowadził jeszcze w tym samym roku do rozmów pokojowych, które zakończyły się pokojem w Templinie w roku 1317, przypieczętowującym porażkę Waldemara w walce przeciwko koalicji księstw północnoniemieckich i Danii. Stargard dostał się pod władanie meklemburskie. Po śmierci Waldemara, na przełomie lat 1319/1320 zakończyło się panowanie dynastii askańskiej w Brandenburgii.
Literatura:
- Georg Christian Friedrich Lisch: Die Schlacht bei Gransee im Jahre 1316. In: Jahrbücher des Vereins für Mecklenburgische Geschichte und Altertumskunde, Bd. 11 (1846). S. 212 ff. (